# Cryptophlebs
Cryptophlebs är ett släkte av tvåvingar. Cryptophlebs ingår i familjen styltflugor.
Släktet innehåller bara arten Cryptophlebs kerteszi.